# ギャニャール
ギャニャール村(Desa Gianyar)は、インドネシア共和国バリ州ギャニャール県ギャニャール郡の村で、ギャニャール県の県都。北隣のベン村、南隣のアビアンバス村、東隣のサンプランガン村、西隣のビテラ村などと市街が連続している。
機織り絣の中心地として知られている。